# Lovran
Lovran (italienisch Laurana, deutsch Lauran, lateinisch Laurania) ist ein Luftkurort und Seebad etwa 5 km südlich von Opatija, Kroatien und gehört zur Gespanschaft Primorje-Gorski kotar. Der Name „Lovran“ leitet sich von Kroatisch „lovor“für „Lorbeer“ ab. Lorbeeren sind sowohl im Wappen von Lovran als auch in der umgebenden Vegetation üppig vorhanden.

## Geschichte
Lovran weist einen kleinen, einst befestigten, mittelalterlichen Stadtkern auf. Der Aufstieg des einstigen Fischerortes mit heute 3640 Einwohnern begann aber erst im Zuge der Entwicklung von Abbazia/Opatija durch die österreichische Südbahngesellschaft zu Ende des 19. Jahrhunderts. 1884 wurde die 12 km lange Strandpromenade nach Abbazia und Volosko eröffnet, nach 1885 eine Straße nach Abbazia erbaut. Zwischen 1891 und 1893 kam es zu einem explosiven Anstieg des Tourismus. 1905 wurde Lovran zum Luftkurort erklärt. Ab 1908 bis in die 1930er Jahre war Lovran mit Abbazia und der Bahnstation Matulji durch die Straßenbahn Abbazia verbunden. Zu den bekanntesten Kurgästen Lovrans zählen Tomáš Garrigue Masaryk, Thomas Bernhard und Karl Lueger. In den letzten Jahrzehnten entwickelte sich Lovran auch zu einem Zentrum des Sommertourismus.

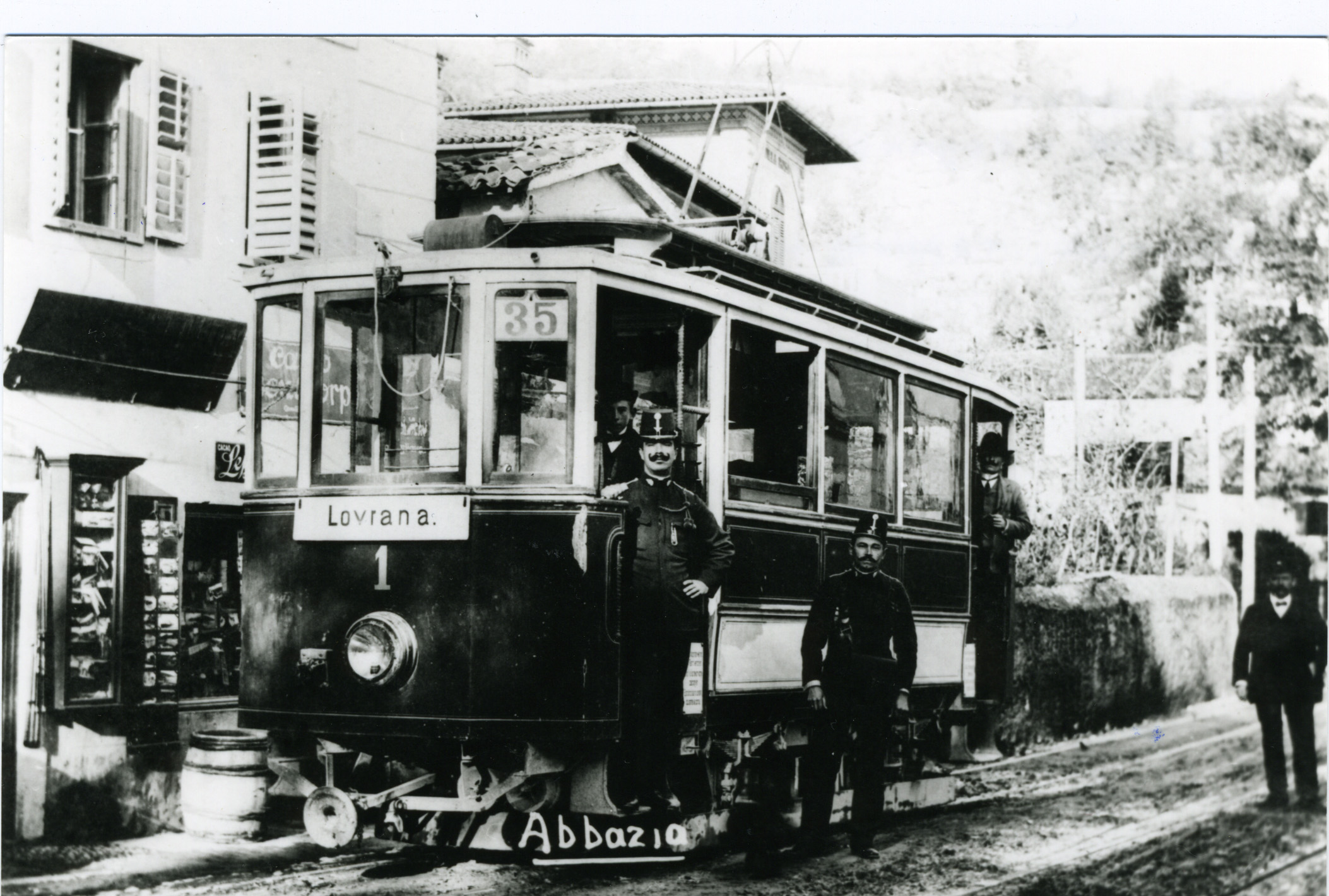
Straßenbahn nach Lovran um 1900
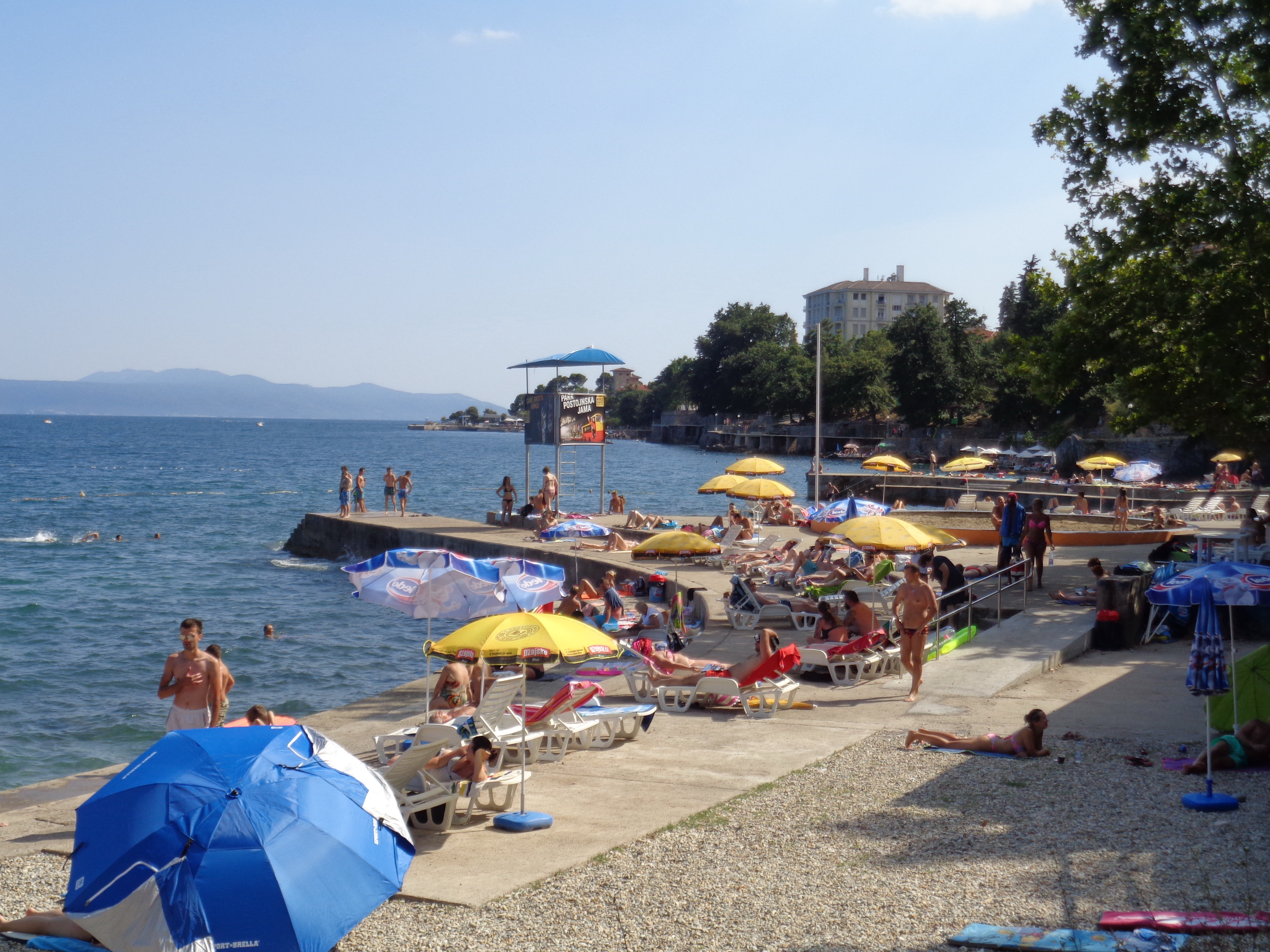
Strand in Lovran heute
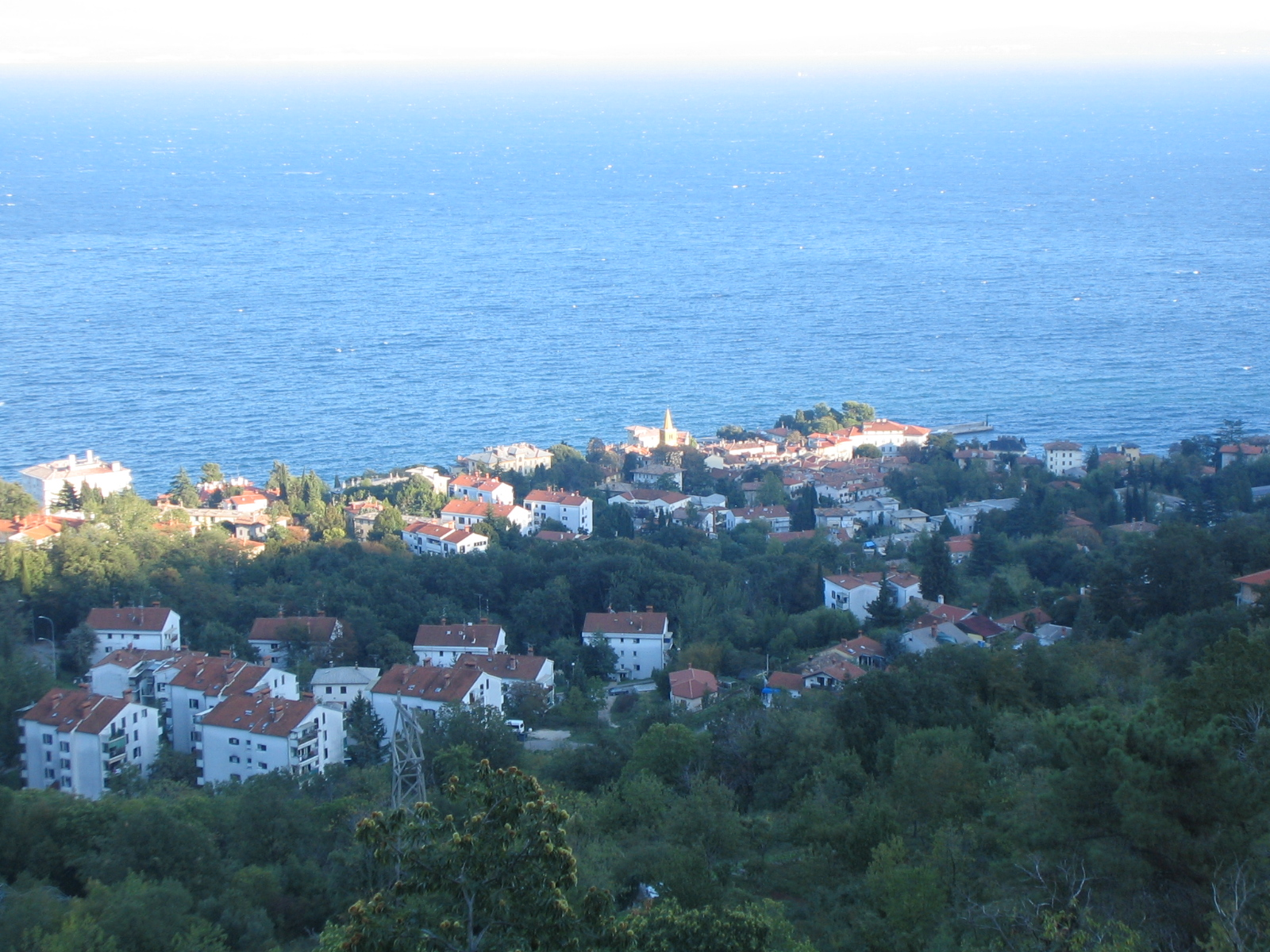
Ein Überblick

## Natur und Klima
Die Umgebung von Lovran ist waldreich  und zeigt Edelkastanien und immergrüne Vegetation. Das Klima ist mild: die durchschnittliche Lufttemperatur beträgt im Januar 5,8 °C und im Juli 23,3 °C; durchschnittlich verzeichnet man 2230 Sonnenstunden im Jahr. Im Winter schützt der Gebirgskamm der Učka Lovran vor kaltem Wind, im Sommer mildert die von der Učka kommende Brise die Hitze.

## Persönlichkeiten
- Viktor Car-Emin (1870–1963), Schriftsteller
- Luciano Laurana (1420–1479), Architekt der Frührenaissance